# Cho Sung-hwan
Cho Sung-hwan (nome original em coreano:  조 성환; nascido em 7 de fevereiro de 1943) é um ex-ciclista olímpico sul-coreano. Sung-hwan representou a sua nação durante os Jogos Olímpicos de Verão de 1964, em Tóquio.